# Qingdao Airlines
Qingdao Airlines (en chino, 青岛航空; pinyin, Qīngdǎo hángkōng) es una aerolínea china con sede en Qingdao, Shandong. Comenzó sus operaciones el 26 de abril de 2014 y su base principal es el Aeropuerto Internacional de Qingdao-Liuting.

## Historia
Una solicitud para la creación de una aerolínea con base en la provincia de Shandong fue presentado ante la Administración de Aviación Civil de China (CAAC) por Nanshan Group en mayo de 2013. La aprobación del CAAC fue recibida el mes siguiente y, fue cuando se constituyó Qingdao Airlines.

## Asuntos corporativos

### Propiedad
Inicialmente, la aerolínea era propiedad de Nanshan Group (55%), el Grupo de Desarrollo de Transporte de Qingdao (QTDG) (25%) y Shandong Airlines (20%). El capital inicial de Qingdao Airlines fue de 1000 millones de yuanes (161 millones de dólares). En julio de 2015, Shandong Airlines transfirió sus acciones a una filial de Nanshan Group; en agosto de 2015, la aerolínea planea vender el 25% de las acciones en poder de QTDG con el fin de llegar a ser totalmente privada.

### Sede
La sede de la empresa se encuentra en el distrito de Chengyang, Qingdao.

## Destinos
Las operaciones de vuelo comenzaron el 26 de abril de 2014 entre Qingdao y Chengdú. A partir de mayo de 2014, los cinco principales rutas de la aerolínea clasificados según su capacidad de asientos eran Qingdao-Shanghái, Qingdao-Pekín, Qingdao-Hangzhou, Qingdao-Shenyang y Qingdao-Dalian. Hasta agosto de 2015, Qingdao Airlines sirve a los siguientes destinos:
- China
  - Pekín Aeropuerto Internacional de Pekín-Capital
  - Changsha Aeropuerto Internacional de Changsha-Huanghua
  - Chengdu Aeropuerto Internacional de Chengdú-Shuangliu
  - Harbin Aeropuerto Internacional de Harbin-Taiping
  - Qingdao Aeropuerto Internacional de Qingdao-Liuting

La aerolínea pretende convertirse en una "aerolínea con encanto" y tiene planes para iniciar los servicios a Shenzhen y Shenyang en el futuro cercano; Guangzhou y Shanghái se espera que sean servidas a largo plazo.

## Flota
La flota de Qingdao Airlines consiste en las siguientes aeronaves, con una edad media de 4.9 años (mayo de 2023):
En septiembre de 2013, la aerolínea anunció un pedido de cinco Airbus A320 y 18 A320neos, una operación valorada en 2500 millones de dólares, con las entregas previstas para iniciarse en 2016. Recibió su primer avión, un Airbus A320 de 152 plazas, a principios de abril de 2014. Qingdao Airlines planea ampliar su flota a 60 aviones para el 2020.